# Turfa

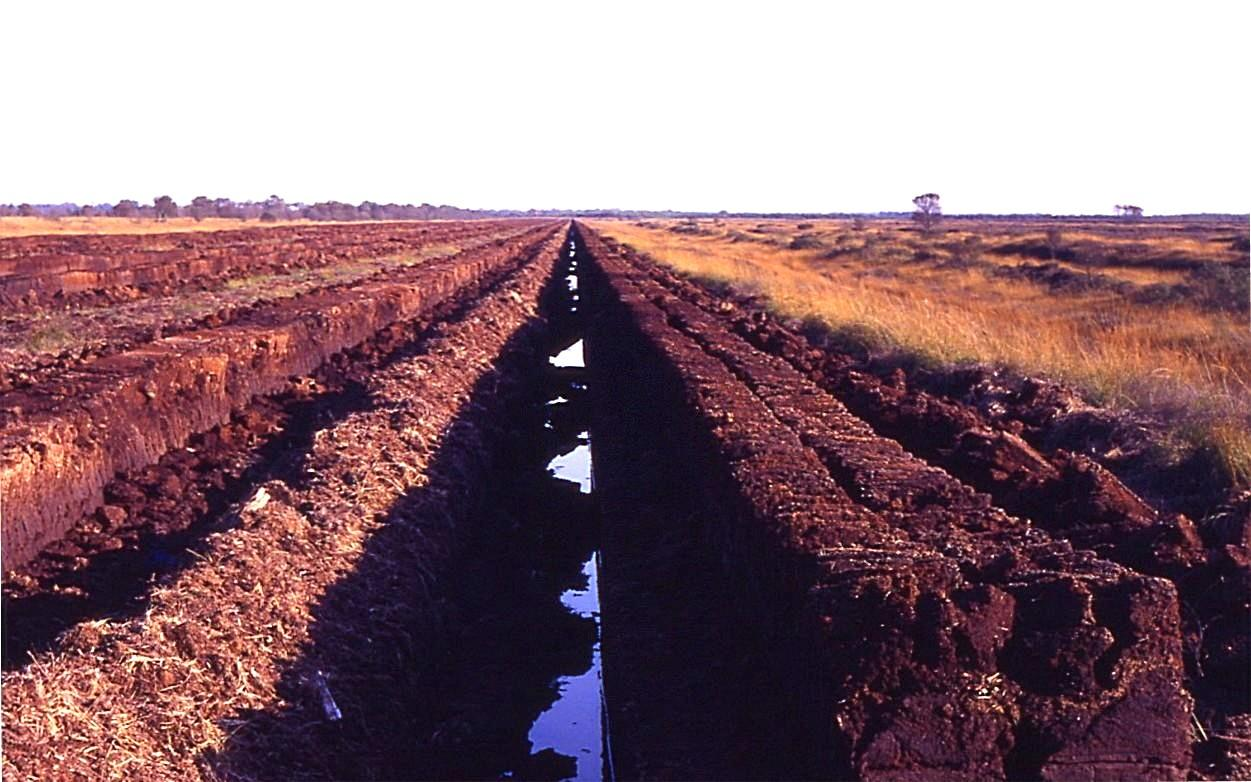
Turfa

A turfa é um material de origem vegetal, parcialmente decomposto, encontrado em camadas, geralmente em regiões pantanosas e também sob montanhas (turfa de altitude). É formada principalmente por Sphagnum (esfagno, grupo de musgos) e Hypnum, mas também de juncos, árvores etc. Sob condições geológicas adequadas, transformam-se em carvão, através de emanações de metano vindo das profundezas e da preservação em ambiente anóxico. Por ser inflamável, é utilizada como combustível para aquecimento doméstico.
A sua composição é definida como Substâncias Húmicas (Ácido Húmico, Ácido fúlvico e Humina) e Substâncias não húmicas. Substâncias Húmicas possuem estrutura química não bem definida, sabe-se que possuem sítios de adsorção compostos por grupos ácidos carboxílicos, cetona, hidroxilas fenólicas e alcoólicas. Já a Substância não húmica é composta por estruturas bem definidas, como lignina, proteínas, etc.
Por conter na sua estrutura estes grupos funcionais, é utilizada como adsorvente de vários metais pesados presentes em ambientes aquáticos e em solos, onde complexam esses metais, contribuindo para o equilíbrio do meio ambiente.

## Extração das Substâncias Húmicas (SH)
A Sociedade Internacional de Substâncias Húmicas - IHSS - recomenda a extração das Substâncias Húmicas de solo com solução de NaOH 0,1mol/L na proporção de 1:10 (1,0 g de turfa para 10 mL de NaOH) sob agitação mecânica por 4 horas em atmosfera inerte. Pela solubilidade das frações húmicas, na parte solúvel encontram-se os ácidos húmidos e fúlvicos, onde o ácido fúlvico é solúvel tanto em solução ácida quanto em solução básica, já o ácido húmico é insolúvel em solução ácida e solúvel em solução básica, podendo este precipitar em pH 2,0. A humina é o precipitado da separação onde está fração vem sendo bastante estudada para adsorção de diversos tipos de íons metálicos e compostos orgânicos poluentes.
Na formação do carvão mineral, a turfa é a fase (e tipo de carvão mineral) menos rica em carbono (cerca de 50 à 60%).

## Usos

### Biorremediação
A turfa, como outros materiais, vem sendo estudada para a biorremediação por ser um material de baixo custo e boa disponibilidade. Só em Sergipe, menor estado do Brasil, há uma grande reserva de turfeira, como também em outros países, como Canadá e Israel.
Em processos de remediação, utilizam o carvão ativado, visto que em comparação com a turfa é um material ainda caro relativamente para que seja usado nas indústrias que lançam seus efluentes em mananciais.

### Outras finalidades

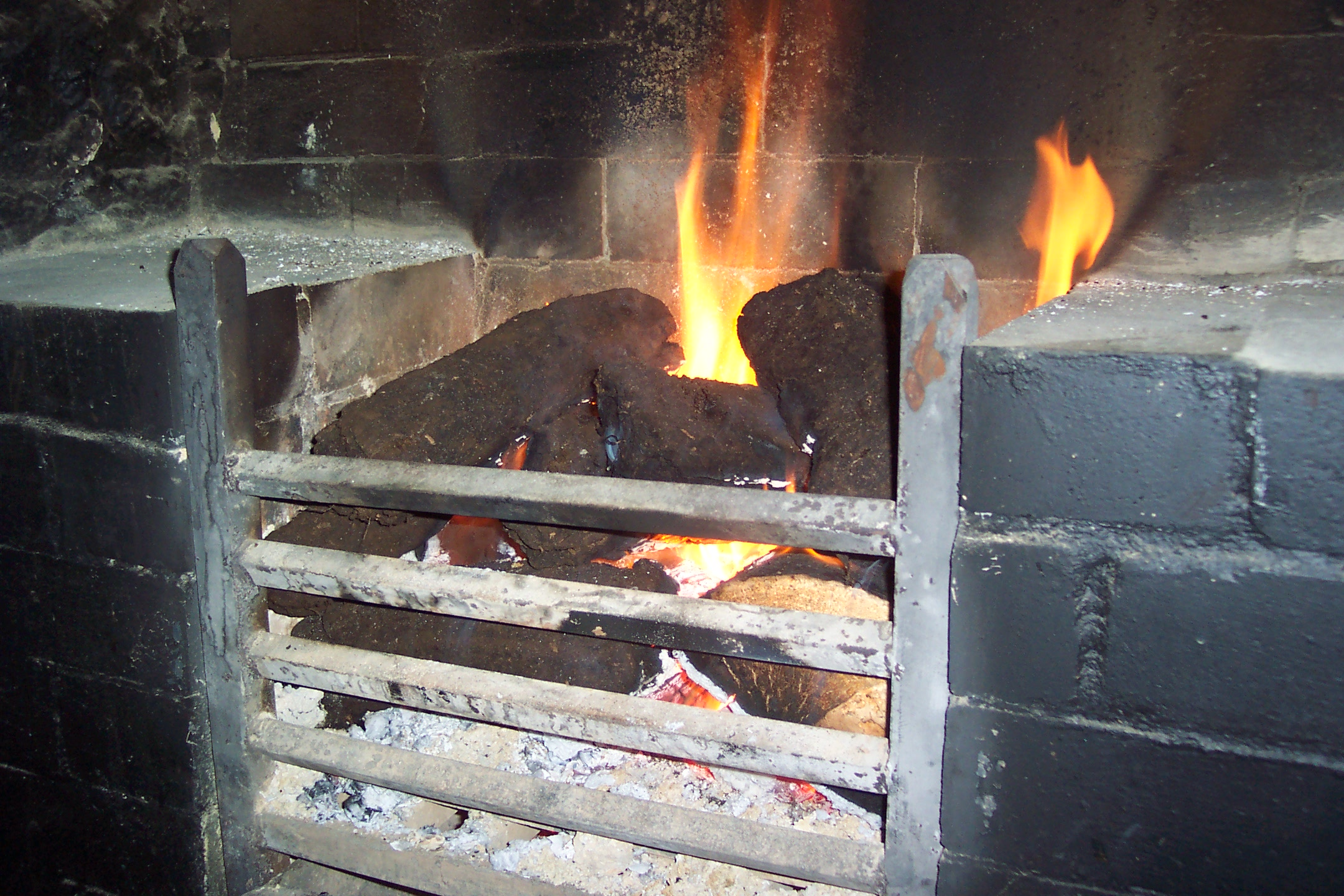
Turfa usada como combustível.

Em todo o mundo, a turfa é utilizada para absorver e encapsular hidrocarbonetos, sendo um dos mais avançados produtos do mundo para prevenir e combater derramamentos de derivados de petróleo e similares com hidrocarbonetos.
Utiliza-se também misturada com casca de arroz queimada e outros ingredientes como substrato no cultivo de plantas.
Assim como no carvão, algumas turfas contêm traços do elemento químico mercúrio e por vezes cádmio e chumbo. De acordo com o astrônomo e astrofísico Thomas Gold é possível que a formação de turfas represente a interação de carbono de natureza biológica a partir de plantas e bactérias com a migração uniforme de hidrocarbonetos (metano) vindo das profundezas da terra. Esses hidrocarbonetos podem trazer o mercúrio na forma de dimetil ou metil-mercúrio que interage com a turfa em superfície, além de outros metais. Alguns autores atribuem a presença de mercúrio nas turfas como relacionada a atividades antropogênicos, porém os carvões pretos que são muito antigos e predatam o surgimento do homem também o contém. Algumas turfeiras formam-se em zonas altas sobre montanhas acompanhando fraturas nas rochas.
Podem ser utilizadas como combustível sólido.

## Turfeira
Turfeira é um tipo de solo, feito de turfa. Fósseis são relativamente comuns em turfeiras. 
É formada pela deposição e decomposição de filídios de esfagnos, com o depósito de materiais orgânicos sob o solo formando os organossolos.
O ecossistema das turfeiras é o sumidouro de carbono mais eficiente do planeta, por manter um equilíbrio entre a absorção de dióxido de carbono pelas plantas comuns nesses locais e a emissão de dióxido de carbono, naturalmente liberado pela turfa.
Estes solos apresentam alta concentração de carbono nos 40 cm superficiais quando não estão em contato lítico. São comumente encontrados em áreas sedimentares de várzeas, o qual dificulta a decomposição do material orgânico em função da saturação por água. Além da água as baixas temperaturas, acidez e toxinas orgânicas, influenciam na decomposição e consequentemente na formação das turfas. As turfeiras são habitats naturais de elevado valor biológico que ocorrem em áreas geográficas de vários tamanhos, por vezes muito pequenas, que oferece condições constantes ou cíclicas às espécies que constituem a biogénese, estas podem ser encontradas em serras de maior altitude que tenham como características estarem permanentemente encharcadas ou ocorrências de diversos fenómenos em terrenos elevados. Pois são formações relíquias de períodos climáticos passados, de clima mais frio. Com o aquecimento holocénico, iniciado há mais de 10 000 anos, estas formações refugiaram-se em altitudes progressivamente mais elevadas e os seus biótopos fragmentaram-se.
A maior parte das turfeiras são cobertas por musgos, urzes, tojos e plantas insectívoras, algumas destas raras, o que confere às turfeiras título de relíquia biológica. Mas locais como estes podem vir a desaparecer devido aos impactos causados pelo homem dado à passagem de veículos todo-o-terreno e à pastagem, que origina uma introdução excessiva de nutrientes e destruição de espécies vegetais pelo gado bovino e caprino.